# Clovia maforensis
Clovia maforensis är en insektsart som beskrevs av Jacobi 1921. Clovia maforensis ingår i släktet Clovia och familjen spottstritar. Inga underarter finns listade i Catalogue of Life.